# Moresby Island (Haida Gwaii)
Moresby Island är en ö i Kanada.   Den ligger i North Coast Regional District och provinsen British Columbia, i den sydvästra delen av landet, 4 000 km väster om huvudstaden Ottawa. Arean är 2 608 kvadratkilometer.
I omgivningarna runt Moresby Island växer i huvudsak barrskog. Trakten runt Moresby Island är nära nog obefolkad, med mindre än två invånare per kvadratkilometer.